# Округ Јорк (Пенсилванија)
Округ Јорк (енгл. York County) је округ у америчкој савезној држави Пенсилванија.

## Демографија
По попису из 2010. године број становника је 434.972, што је 53.221 (13,9%) становника више него 2000. године.
| Група             | 2000.           | 2010.           |
| Белци             | 349.456 (91,5%) | 374.779 (86,2%) |
| Афроамериканци    | 14.095 (3,7%)   | 24.344 (5,6%)   |
| Азијати           | 3.273 (0,9%)    | 5.407 (1,2%)    |
| Хиспаноамериканци | 11.296 (3,0%)   | 24.397 (5,6%)   |
| Укупно            | 381.751         | 434.972         |